# Marmara (eiland)
Marmara (Turks: Marmara Adası, Grieks: Προκόννησος, Prokonnesos) is een Turks eiland in de Zee van Marmara, in de buurt van de Dardanellen.
Het eiland staat sinds de oudheid bekend om het witte marmer dat in vele steden van Anatolië werd toegepast. In het bijzonder tijdens de Byzantijnse periode werd dit marmer in het gehele Middellandse Zeegebied verhandeld. De antieke steengroeves zijn nog aanwezig en worden sinds de Ottomaanse tijd weer gebruikt. De marmerproductie is de belangrijkste bedrijfstak op het eiland, daarnaast worden ook olijven en wijndruiven verbouwd.
Marmara kan vanaf Tekirdağ, Istanboel of Erdek met de boot bereikt worden.

## Nederzettingen en bevolking
- Totale populatie 6404. De lokale bevolking die op het eiland woonde, kwam oorspronkelijk uit verschillende delen van Turkije en Griekenland en ze verhuisden naar het eiland als gevolg van bevolkingsuitwisseling tussen Turkije en Griekenland in 1923. De centrale stad, Marmara is het centrum en ook de grootste nederzetting van het eiland.

- Marmara, de centrale stad (Grieks; Marmara en Proconnesus); bevolking 2183. Inwoners komen uit Kreta / Griekenland
- Cinarli (Grieks; Galemi); bevolking 503. Inwoners komen uit Rize / Turkije
- Gündoğdu (Grieks; Prastos); bevolking 278. Inwoners komen uit Kastamonu / Turkije
- Topağaç (Grieks; Kılazaki); bevolking 518. Inwoners komen uit Noord-Griekenland
- Asmalì (Grieks; Aftoni); bevolking 237. Inwoners komen uit Kastamonu / Turkije
- Saraylar (Grieks; Palatia); bevolking 2687. Inwoners komen uit Kastamonu, Rize en Trabzon / Turkije

## Personen
- Herodotus vertelt over ene Aristeas van Prokonessos, een Griekse dichter die hier opgroeide.